# Random Destiny
Random Destiny, född 2007, är en amerikansk travare som tävlade mellan 2009 och 2010. Hon tränades och kördes av sin ägare Riina Rekilä. Efter tävlingskarriären har hon varit väldigt betydelsefull som avelssto, och lämnat hästar som Walner och Tetrick Wania.

## Bakgrund
Random Destiny är uppfödd av James C. Baillie, James H. Baillie och Richard F. Grenier, och är efter Ken Warketin och under Front Porch Swing. Hon köptes för 22 000 dollar som ettåring på Forest City Yearling Sale.
Random Destiny tävlade mellan 2009 och 2010, och sprang in ca 5,5 miljoner kronor på 28 starter, varav 11 segrar, 5 andraplatser och 2 tredjeplatser. Hon tog karriärens största segrar i Ontario Sire Stakes (2009, 2010).
Efter tävlingskarriären har hon varit aktiv som avelssto, och lämnat hästar som Walner och Tetrick Wania. Hon importerades till Sverige 2015.